# Gigolo Lover
Gigolo Lover, född 9 mars 2016, är en fransk varmblodig travhäst som tränas av Jean-Michel Bazire och rids av Alexandre Abrivard.
Han började tävla 2019 och inledde karriären med att galoppera för att därefter ta 3 raka segrar. Han har hittills under sin karriär sprungit in 534 120 euro på 68 starter varav 17 segrar, 6 andraplatser och 8 tredjeplatser. Karriärens hittills största segrar har kommit i Prix Camille Lepecq (2023).
Han har även segrat i Prix Reynolds (2023) och har även kommit på andraplats i ett lopp i serien Grand National du Trot (2023) och kommit på tredjeplats i Prix du Pontavice de Heussey (2024).

## Statistik
| Statistik för Gigolo Lover (Ref.) | Statistik för Gigolo Lover (Ref.) | Statistik för Gigolo Lover (Ref.) | Statistik för Gigolo Lover (Ref.) | Statistik för Gigolo Lover (Ref.) | Statistik för Gigolo Lover (Ref.) |
| --------------------------------- | --------------------------------- | --------------------------------- | --------------------------------- | --------------------------------- | --------------------------------- |
| Starter                           | Placeringar                       | Startprissumma                    | Segerprocent                      | Platsprocent                      | Rekord                            |
| 68                                | 17-6-8                            | 534 120 euro                      | 25 %                              | 46 %                              | 1.09,9ak,                         |

### Större segrar
| År   | Lopp                | Kusk               | Vinstbelopp | Grupp   |
| ---- | ------------------- | ------------------ | ----------- | ------- |
| 2023 | Prix Camille Lepecq | Alexandre Abrivard | 54 000 EUR  | Grupp 2 |
| 2023 | Prix Reynolds       | Alexandre Abrivard | 54 000 EUR  | Grupp 2 |